# Шуринское сельское поселение
Шуринское се́льское поселе́ние — упразднённое муниципальное образование в Новоторъяльском районе Марий Эл Российской Федерации.
Административным центром поселения была деревня Шура.

## История
Статус и границы сельского поселения были установлены Законом Республики Марий Эл от 18 июня 2004 года № 15-З «О статусе, границах и составе муниципальных районов, городских округов в Республике Марий Эл».
1 апреля 2009 года Шуринское сельское поселение было упразднено, населённые пункты вошли в состав Пектубаевского сельского поселения.

## Состав сельского поселения
В состав Шуринского сельского поселения входили:
| №  | Населённый пункт | Тип населённого пункта          | Население |
| -- | ---------------- | ------------------------------- | --------- |
| 1  | Большая Шимшурга | деревня                         | 94        |
| 2  | Дубовляны        | деревня                         | 0         |
| 3  | Зверевцы         | деревня                         | 0         |
| 4  | Крюковцы         | деревня                         | 33        |
| 5  | Малая Шимшурга   | деревня                         | 108       |
| 6  | Ноля             | деревня                         | 5         |
| 7  | Пузырниково      | деревня                         | 20        |
| 8  | Сосновка         | деревня                         | 22        |
| 9  | Турма            | деревня                         | 0         |
| 10 | Шудомарино       | деревня                         | 29        |
| 11 | Шура             | деревня, административный центр | 329       |
| 12 | Яраньмучаш       | деревня                         | 1         |